# Fully Automated Nagios
 (septembre 2012).
Pour les articles homonymes, voir FAN.
Fully Automated Nagios (FAN) était une distribution GNU/Linux basée sur la distribution CentOS. Son objectif était de fournir une installation de Nagios garnie de tous les outils que met à disposition la communauté Nagios. FAN était distribuée sous forme d'image disque.
Le projet est abandonné, la dernière version est sortie en 2013.

## Logiciels fournis
Les outils fournis par FAN:
- Nagios
- Nagios plugins
- Centreon
- NagVis
- NDOUtils
- NRPE
- NaReTo (n'est désormais plus utilisé)

La version de FAN 1.1 est basée sur Nagios 2.12 et de Centreon 1.4.2.7. Dans sa version 2.0, elle intègre Nagios 3.0.6 et Centreon 2.0.2.

## Versions
Dates et numéros des versions sorties à ce jour :
- 14 mars 2013 : FAN 2.4
- 6 mars 2012 : FAN 2.3
- 19 octobre 2011 : FAN 2.2
- 14 avril 2011 : FAN 2.1
- 12 décembre 2009 : FAN 2.0
- 14 juillet 2009 : FAN 2 beta2
- 7 avril 2009 : FAN 2 beta 1
- 5 janvier 2009 : FAN 1.1
- 23 septembre 2008 : FAN 1.0
- 18 juillet 2008 : FAN 0.6
- 16 juin 2008 : FAN 0.5

## Extension des fonctionnalités
Étant donné la complémentarité et de l'inter-opérabilité entre Nagios/Centreon et des outils de gestion de parc/inventaire tels que GLPI, FusionInventory ou OCS Inventory NG (par exemple, la liste n'étant pas exhaustive), il est possible, avec les versions dédiées Linux des dits outils, de s'en servir après les avoir installés sur la distribution. En quelque sorte, il s'agit de constituer un aspect «à la demande», aussi bien que conservant la possibilité d'être centralisé.
On peut ainsi, via ce socle FAN complété, obtenir une «plateforme» gratuite et libre (que ce soit en partie ou totalement, en fonction bien sûr des composants installés) qui regroupe toutes les fonctions relevant de l'infogérance et/ou de la supervision des systèmes d'information, quels que soient les systèmes qui la composent.
Ce système peut, dans cette optique, constituer un avantage pour les petites structures professionnelles ou les administrations, aussi bien qu'une alternative crédible et efficace à l'impossibilité (ou le renoncement), souvent financière, d'acquérir des systèmes similaire propriétaires et/ou payants.
Une plateforme typique dans cette configuration serait constituée de FAN (sur base CentOS, donc Linux), intégrant de base Nagios et Centreon pour la supervision (monitoring mettant en œuvre SNMP) de systèmes/serveurs/postes de travail/périphériques de tous types/réseau, sur laquelle on ajouterait GLPI (avec Plugins, notamment Active Directory pour les Systèmes d'Information (et systèmes informatiques) comprenant en totalité/en partie des éléments Microsoft/Windows, ou de cartographie réseau Archires ; avec en complément éventuel, en parallèle, ou en lieu et place FusionInventory), en lien avec OCS Inventory NG Agent et/ou Serveur, et les divers outils et logiciels associés.
La messagerie associée pourrait être une combinaison Postfix (et/ou Exchange pour les SI comprenant en totalité/en partie des éléments Microsoft/Windows)/Mozilla Thunderbird.
Il est même possible de virtualiser cette solution complète et centralisée.